# فريدي غارسيا (لاعب كرة قاعدة)
فريدي غارسيا (بالإسبانية: Freddy García) هو لاعب كرة قاعدة فنزويلي، ولد في 6 أكتوبر 1976 في كاراكاس في فنزويلا.

## وصلات خارجية
- فريدي غارسيا على موقع دوري كرة القاعدة الرئيسي (الإنجليزية)
- فريدي غارسيا على موقعبيزبول رفرنس.كوم (الدوري الرئيسي) (الإنجليزية)
- فريدي غارسيا على موقعبيزبول رفرنس.كوم (الدوري الثانوي) (الإنجليزية)
- فريدي غارسيا على موقع إي إس بي إن.كوم (أم.أل.بي) (الإنجليزية)
- فريدي غارسيا على موقع مشجعي الرسوم البيانية (الإنجليزية)